# نیکتیناستی

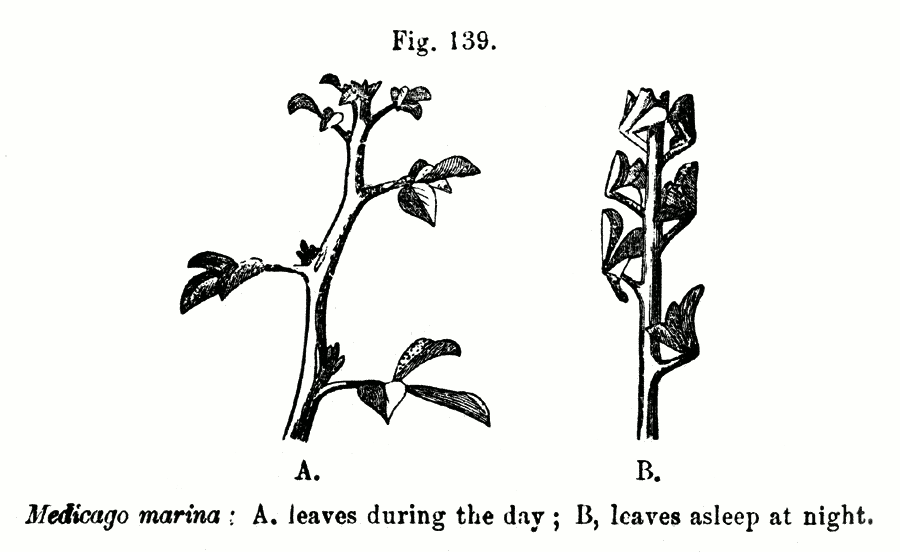
جنبش‌های شبانه‌روزی برگ‌های یونجه, از: چارلز داروین (1880): The Power of Movement in Plants.

نیکتیناستی (به انگلیسی: Nyctinasty) جنبش‌های تنجش شبانه‌روزی گیاهان در پاسخ به آغاز تاریکی شب است. بسته شدن گلبرگها هنگام فرونشستن خورشید نمونه‌ای از این پدیده است.
جنبش‌های شب‌تنجیک به تغییرات نور و دمای روز بستگی دارد و توسط گیرنده نور فیتوکروم کنترل می‌شود. گیاهان از فیتوکروم برای تشخیص نور سرخ از فرا-سرخ استفاده می‌کنند. بسته به اینکه چه نوع نوری جذب می‌شود، پروتئین می‌تواند بین وضعیت Pr (که نور سرخ جذب می‌شود) و وضعیت Pfr (که نور فراسرخ جذب می‌شود) سوییچ کند. نور سرخ Pr را به Pfr و نور فراسرخ Pfr را به Pr تبدیل می‌کند. بسیاری از گیاهان از فیتوکروم برای تنظیم چرخه‌های شبانه روز و کنترل باز و بسته شدن برگ‌ها با جنبشهای نیکتیناستی استفاده می‌کنند.